# Herbert Pridöhl

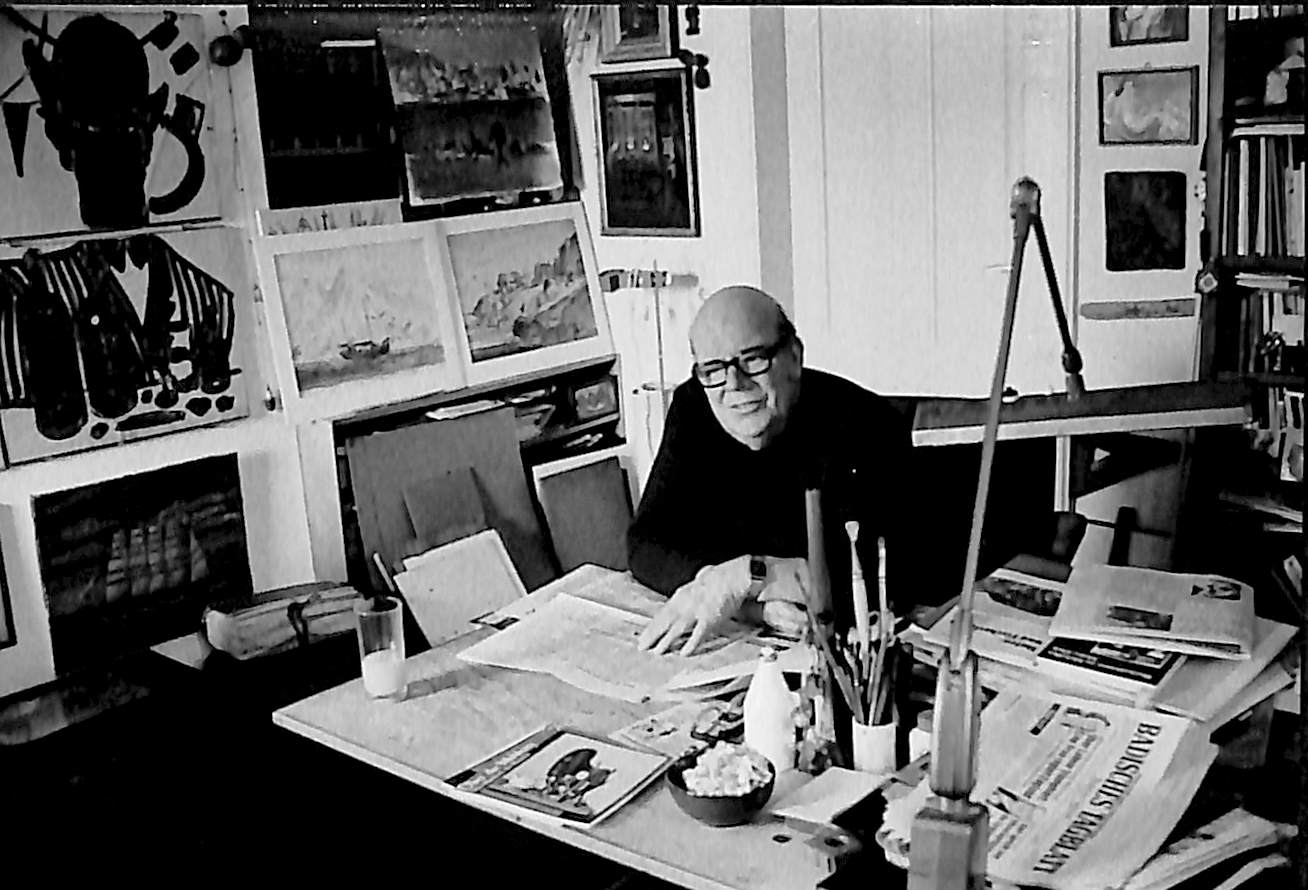
Herbert Pridöhl im Atelier Baden-Baden, 1979

Herbert Willy Pridöhl (* 27. Mai 1907 in Berlin-Friedenau; † 19. Februar 1984 in Baden-Baden) war ein deutscher Maler, Zeichner, Illustrator und Gestalter.
1938 bis 1943 lehrte er als Dozent und Professor an der Staatlichen Kunsthochschule Berlin (heute: Universität der Künste). Am Ende des Zweiten Weltkriegs kam Pridöhl nach Baden-Baden. Hier und vorübergehend in Frankfurt am Main war er fortan als freier Künstler und Gestalter tätig.

## Familie und Ausbildung
Herbert Pridöhl wuchs mit zwei älteren Brüdern, Gerhard und Helmut, in Berlin-Friedenau auf. Der Vater Carl Constantin Pridöhl, Olympiateilnehmer und sportpädagogischer Autor, unterrichtete als Sportlehrer in Berlin. 1925 schloss Pridöhl den Besuch des Rheingau-Gymnasiums in Berlin-Friedenau mit dem Abitur ab. Danach studierte er zwischen 1925 und 1929 an der Staatlichen Hochschule für Kunsterziehung in Berlin-Schöneberg die Fächer Zeichnen, Werkunterricht und Graphische Techniken. Den Abschluss für das Künstlerische Lehramt bestand er 1929 mit Auszeichnungen.
Im Jahr 1938 heiratete Pridöhl seine Kollegin Charlotte Stavenhagen (* 1905 in Bauske/Kurland; † 1954 in Emmendingen), die 1927 bis 1938 als Studienrätin im Fach Kunst an Schulen in Berlin-Grunewald und Berlin-Schöneberg unterrichtete. Charlotte Pridöhl folgte ihrem Mann nach Baden-Baden und verfasste hier 1952 das Bastelbuch Die vier Bastelkinder. 1958 heiratete Pridöhl Dorothea Reinhardt (geb. Brandl, * 1915 in Karlsruhe-Durlach; † 1980 in Baden-Baden). 1959 wurde die Tochter Eva Charlotte geboren. Herbert Pridöhl starb 1984 in Baden-Baden.

## Berufstätigkeit und Kriegsteilnahme
Zwischen 1929 und 1938 war Pridöhl als Kunsterzieher an verschiedenen Höheren Schulen in Berlin tätig.
Im Jahr 1938 folgte der 31-Jährige der Berufung an die Staatliche Hochschule für Kunsterziehung in Berlin-Schöneberg. 1938–1941 unterrichtete er als Dozent, 1941–1945 als Professor der Staatlichen Kunsthochschule Berlin (heute: Universität der Künste).
Als Sohn einer Kriegerwitwe, sein Vater war im Ersten Weltkrieg gefallen, wurde Pridöhl im Zweiten Weltkrieg zunächst nicht an die Front eingezogen. Er übernahm 1939 die zivile Truppenbetreuung auf den Lofoten und leitete dabei Soldaten unter anderem zum Bau von Flaschenschiffen an. 1943 folgte er der Einberufung als Soldat und leistete anschließend Kriegsdienst an der Ostfront, am Schwarzen Meer und auf der Krim. Schwere Verwundungen im Jahr 1944 schränkten den Künstler zeitlebens körperlich ein: Wegen einer Schussverletzung blieb die rechte Hand gelähmt, in Folge eines Granateneinschlags musste der rechte Unterschenkel amputiert werden. Es gelang Pridöhl, seine hervorragende zeichnerische Fähigkeit mit der linken Hand weiter fortzusetzen. 1945 wurde Pridöhl aus französischer Gefangenschaft nach Baden-Baden entlassen. Er lebte hier bis 1957, zog dann für zwei Jahre nach Frankfurt/Main, von wo er 1959 wieder nach Baden-Baden zurückkehrte.

## Reisen

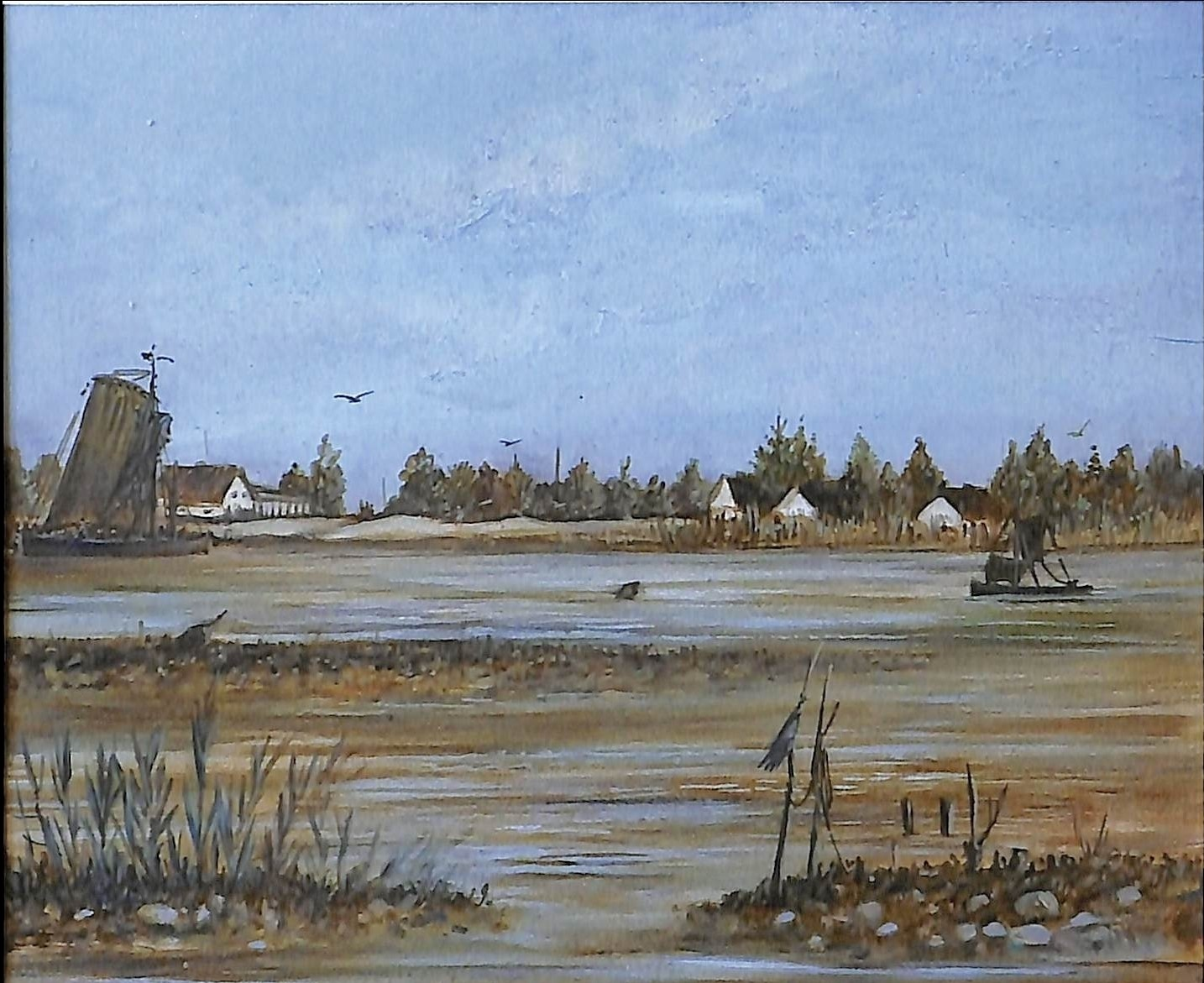
Herbert Pridöhl: Nemonien, 1938, Öl auf Holz

Pridöhl war fasziniert vom Fischer- und Hafenleben. Von Jugend an studierte er die unterschiedlichen Milieus der Seefahrt bei zahlreichen Aufenthalten an der Nord- und Ostsee, in Hamburg-St. Pauli (seit 1932), am Kurischen Haff (1935), in Cuxhaven (seit 1936), in Wismar und auf Poel (1939) oder am Frischen Haff (1940). Im Zweiten Weltkrieg kam er auf die Lofoten/Norwegen (1942) und an den Dnjepr/Russland (1943).
Seit Mitte der 1960er Jahre verbrachte Pridöhl Ferienwochen in Vorupor und am Ringkobingfjord in Dänemark. Wie schon in seiner Heimatstadt Berlin hielt er an all diesen Orten seine spontanen Eindrücke auf Zeichnungen und Aquarellen fest. 1955/1956 unternahm Pridöhl im Auftrag der Dr. August Oetker KG auf einem Frachtschiff der Hamburg-Südamerikanischen Dampfschiffahrts-Gesellschaft eine längere Studienreise durch Südamerika, Brasilien, Uruguay, Paraguay und Argentinien. Seine gezeichneten Erlebnisberichte wurden in der Hauszeitung der Dr. August Oetker KG publiziert, für die der Künstler weitere Illustrationen schuf. Das Erlebnis dieser Reise wirkte zeitlebens im Werk des Künstlers nach.

## Werk

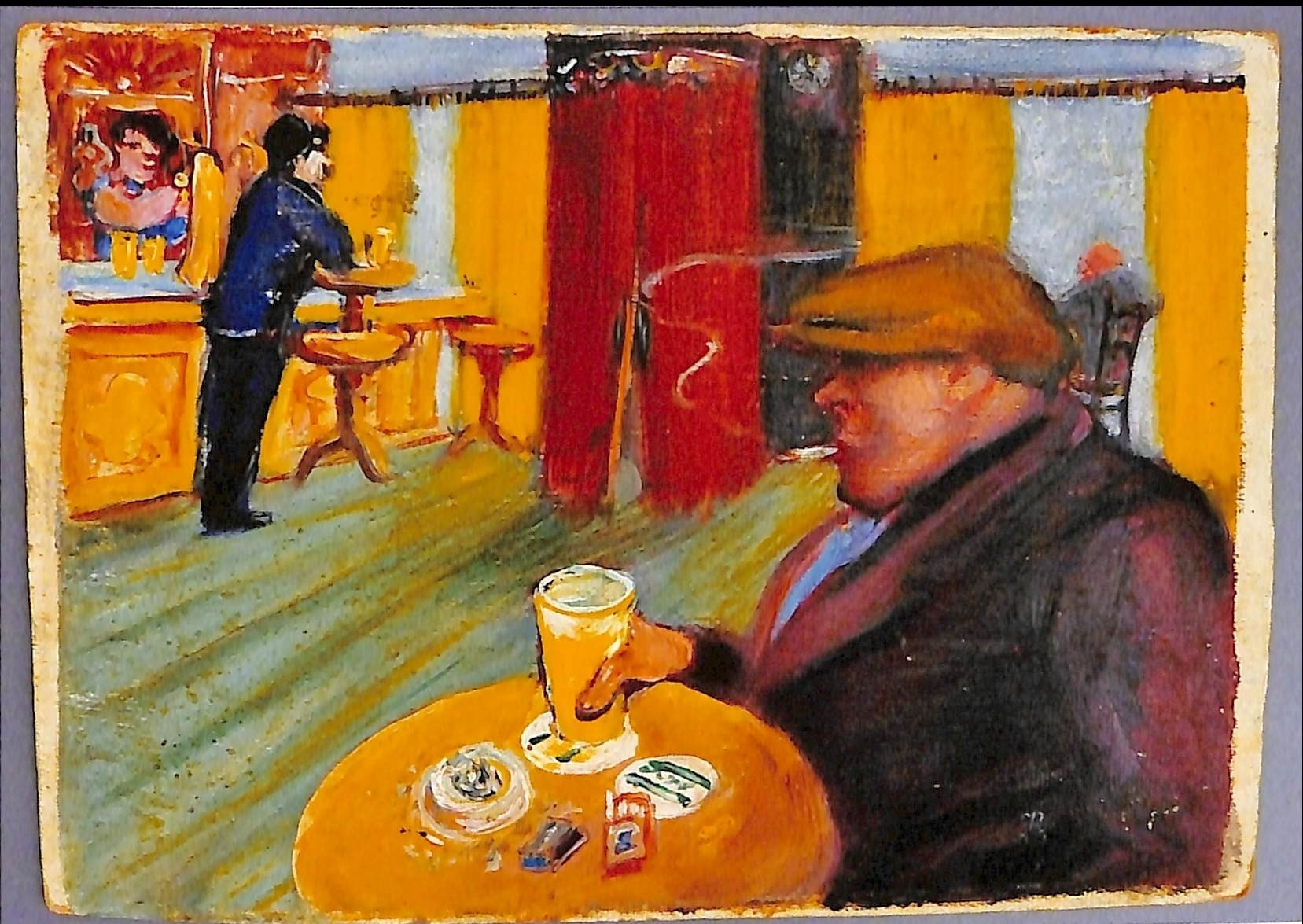
Herbert Pridöhl: Kneipenszene, Öl auf Malkarton

„Herbert Pridöhl’s Kunst ist eine der großen bildlichen und formalen Gesten, die stets in einer Umarmung des Lebens mündet.“

Herbert Pridöhl war Maler, Zeichner, Illustrator, Grafiker und Gestalter. Seine profunde Bildung und sein waches Interesse umfassten ein breites Spektrum. Den hoch gewachsenen, vom Vater im Boxsport trainierten Künstler fesselte das Milieu von Kneipen und Nachtleben, in das ihn früh die Atmosphäre der Swinging Twenties seiner Heimatstadt lockte, ihn faszinierte die Welt von Jahrmarkt und Zirkus genauso wie Schifffahrt und Hafenleben. Literatur beschäftigte ihn zeitlebens intensiv.
Zeichnend eignete sich Pridöhl die vielfältigen äußeren und inneren Erscheinungen an. Er spürte mit präzisem Strich dem organisch-technischen Aufbau der Sujets nach. Dabei verwandelte sein vitales und zugleich hoch sensibles Empfinden die Darstellungen in ausdrucksstarke Stimmungsberichte. Die Zeichnung blieb zeitlebens die Grundlage seiner Malerei. Anfangs war Pridöhl das genaue Erfassen von Realität wichtig, sei es in tonig zurückgenommener oder kräftig auftrumpfender Farbigkeit. Später vermischen sich in seinen Bildern mehr und mehr eigene Erfahrungen mit Phantasien, die häufig von der elementaren Spiritualität der Volkskulturen Südamerikas angeregt sind.

„Es sind Dinge mit doppeltem Boden – prall gefüllt von unmittelbar erlebter Wirklichkeit, angeweht vom Atem des eigenen Abenteuers in fremden Ländern, oder auch von literarischen Anspielungen getragen – so wenn etwa ein Blatt „Puschkin-Kutsche“ heißt – auf der anderen Seite aber ist alles dieses Dingliche […] verwandelt und verfremdet durch die reinen Mittel des Künstlerischen, die alles scheinbar nur Abgebildete in die Zwischenwelt des Sinnbildlichen und Hintergründigen heben und entrücken.“

Pridöhl konzipierte und gestaltete vor dem Krieg neben seiner Lehrtätigkeit auch zahlreiche Ausstellungen zum Thema Marine und, angeregt durch den Berliner Pädagogen und Kulturpolitiker Adolf Reichwein, zu Ethnologie, die in Potsdam, Berlin und Weimar mit großem Erfolg gezeigt wurden (siehe Hans Degenhardt 1988). Wie der Großteil seiner Bilder wurden alle Entwürfe aus dieser Zeit zerstört: Eine Brandbombe schlug 1943 im Privatatelier in Berlin-Friedenau ein, eine Luftmine zerstörte das Atelier in der Kunsthochschule Berlin. Viele weitere Werke gingen 1945 bei der Plünderung des Gemäldedepots im Keller der Kunsthochschule verloren.

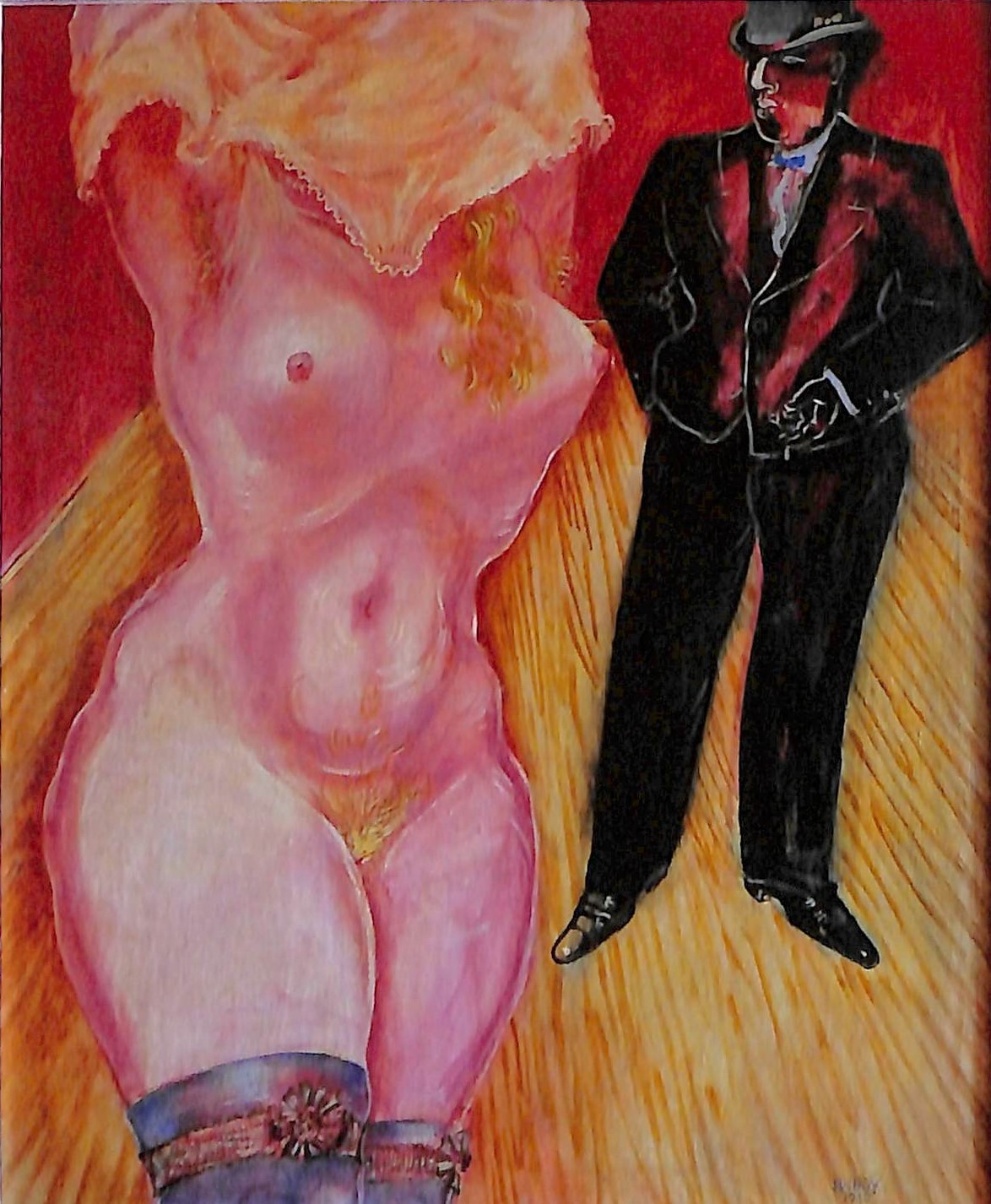
Herbert Pridöhl Stehender Akt, 1930, Öl auf Leinwand

Eine Rückkehr auf die Berliner Professur nach 1945 lehnte Pridöhl ab, ebenso ein späteres Lehrangebot der Kunstschule Konstanz. Er war nun auf vielen Gebieten gestalterisch tätig. Der Künstler entwarf Tapeten (Firma Gebr. Rasch, Bramsche) und Muster für Stoffe, im Auftrag unterschiedlicher Firmen Messestände und begleitende Drucksachen, er stattete Hotels und Bars aus, teilweise mit eigenen Bildfolgen. 1953 schuf Pridöhl für die Fremdenverkehrsausstellung in München Wandbilder, Ende der 1950er Jahre wurde er mit graphischen Entwürfen für die Göppinger Kaliko- und Kunstlederwerke/Göppinger Plastics beauftragt. Pridöhl wirkte als künstlerischer Berater von Zeitungen, Zeitschriften, von Verlagen und Unternehmen, z. B. der Dr. August Oetker KG und der BASF (Badischen Anilin- und Sodafabrik in Mannheim-Ludwigshafen). Dabei hielt er präzise und zugleich atmosphärisch dicht Arbeitsabläufe der Industrie im Bilde fest. Als langjähriger Leiter des Filmclubs Baden-Baden entwarf Pridöhl seit den 1950er Jahren rund 130 Plakate für französische Spielfilme. Er war Mitglied des BDG (Bund Deutscher Graphik-Designer e. V.).
Aus eigenem Impuls zeichnete der Künstler 1947 bis 1953 rund 400 Illustrationen zu Herman Melvilles Roman Moby Dick. Die Deutsche Buchgemeinschaft ließ sich dadurch zu einer neuen Ausgabe des Romans anregen (1954), zu einer neuen Übersetzung mit 282 von Pridöhls Illustrationen. Seine spezielle Kenntnis des nordischen Seefahrer-Milieus bewies der Künstler auch bei der Bebilderung von Texten der Hans Leip, Herbert Wendt und Friedrich Böer (siehe Illustrationen).
Neben den Auftragsarbeiten entwickelte Pridöhl seine freie Malerei weiter. An druckgraphischen Techniken schätzte er Radierung, Lithographie und Monotypie. Er fand für sich das neuartige Black & White: Weißer Zeichenstrich steht auf schwarzem (Tusche) Grund und vermittelt im starken Schwarz-Weiß-Kontrast die Spontanität und Beweglichkeit der Gestaltung. Für seinen vitalen Zugang zu Welt und Leben war Pridöhl nur eine gegenständliche Bildsprache denkbar. Dies entsprach nicht dem damals dominierenden Trend zur Abstraktion. Pridöhls künstlerische Ausdrucksweise galt daher im Deutschland der Nachkriegszeit als nicht aktuell.
Der Künstler war auch schriftlich wie mündlich ein fesselnder Erzähler. Seit den 1960er Jahren verfasste er, neben seiner bildkünstlerischen Arbeit, kurze autobiographische Texte und den Roman Pico, in dem er Erinnerungen an das Berlin der Vorkriegszeit verarbeitete (Manuskript, nicht publiziert).

## Illustrationen
- Das Schiff in der Flasche in: Köhlers Flotten-Kalender, 37. Jg., bzw. Köhler’s Illustrierter Flottenkalender für 1940, 38. Jg., Minden.
- Mark Twain: Die Abenteuer des Huckleberry Finn, übersetzt von S.L. Sigwart, Hebel Verlag Baden-Baden 1948.
- Iwan Krylow: Russische Fabeln, Kairos Verlag, Baden-Baden 1949.
- Alphonse Daudet: Briefe aus meiner Mühle (1869), Hebel Verlag, Baden-Baden 1949.
- Kurt Zentner: Die ersten fünfzig Jahre des XX. Jahrhunderts. Eine Schau in Bild und Wort in drei Bänden, Offenburg 1950, Band 2
- Friedrich Böer: Der Hafen, ein Hamburger Buch vom Laden und Löschen der Schiffe …., Hamburg, Schiffahrts Verlag „Hansa“ 1950, 1956.
- Hermann Melville: Moby Dick, (1851), übersetzt von Richard Mummendey (Bonn), Deutsche Buchgemeinschaft, Berlin und Darmstadt 1954, 1957. 284 Illustrationen, gezeichnet 1947 bis 1953 nach der Übersetzung von Thesi Mutzenbecher / Ernst Schnabel (1946).
- Hans Leip: Die Groggespräche des Admirals von und zu Rabums, München 1953.
- Herbert Wendt: Santa Rita, 1954.
- Friedrich Böer: Alles über ein Schiff, Eine kleine Schiffskunde, Herder Verlag Freiburg/Breisgau 1955, 1957.
- Der helle Kopf, Mitarbeitermagazin der Dr. August Oetker KG, 1955/56 und 1957.
- Friedrich Böer: Alles über ein Schiff und seine Ladung: 85 Jahre im Liniendienst mit der Südamerika-Ostküste, Herder Verlag Freiburg/Breisgau 1955/56.
- Karl Hirtler/Heinrich Abele u. a.: Haus in der Heimat, Lesebuch für das vierte Schuljahr der Volksschulen in Baden-Württemberg, herausgegeben vom Kultusministerium des Landes Baden-Württemberg, Bilder und Zeichnungen von Herbert Pridöhl, 6 Ausgaben, Stuttgart 1957 bis 1965.
- B. J. Kreuzberg, A. H. Scheffbuch: Francais moderne, Ausgabe B, Für Französisch als zweite Fremdsprache, T 1, Frankfurt/Berlin u. a. 1962.
- Herbert Wendt: Auf Noas Spuren, Die Entdeckung der Tiere, Rowohlt Verlag, Reinbek bei Hamburg 1967.

## Eigene Texte
In: Herbert Pridöhl: Hafen und Fischerleben, Bilder und Berichte aus den Jahren 1932–1977, Stiftung Deutsches Schifffahrtsmuseum, Bremerhaven 1979, mit einem Vorwort von Gert Schlechtriem und zahlreichen Abbildungen.
- S. 09 – Zeichnen in St. Pauli (ab 1932)
- S. 19 – Eine Gruselkneipe in St. Pauli (1936), zuerst erschienen in: Der Türmer, 1941, S. 254–258
- S. 22 – Wie kommt das Schiff in die Flasche (1950), zuerst erschienen in: 7 Tage, Nr. 42, 20. Oktober 1950, S. 5
- S. 25 – Zeichnen am Kurischen Haff (1935)
- S. 36 – HF 321 Cuxhaven (1936)
- S. 41 – Zeichnen in Wismar und Poel (1939)
- S. 46 – Zeichnen in Bodenwinkel (1940)
- S. 51 – Aus dem Lofot-Tagebuch (1942), zuerst erschienen in Der Türmer, April 1943, S. 359–362
- S. 55 – Dnjepr (1943)
- S. 61 – Brasilien (1956)
- S. 65 – Cuxhaven (1966)
- S. 69 – Vorupor (1968/1969)

Pico, Roman-Manuskript, unveröffentlicht, Familienarchiv Pridöhl, Nürnberg

## Werke in öffentlichem Besitz
- Deutsches Schifffahrtsmuseum Bremerhaven
- Deutsches Tapetenmuseum Kassel
- Morgensternmuseum Bremerhaven

## Ausstellungen/Kataloge
- 1956: Vorhang und Tapete, Landesgewerbeamt Stuttgart, 1956.
- 1962: Herbert Pridöhl – Graphik, Gesellschaftshaus des Frankfurter Zoo, Frankfurt/Main.Faltblatt mit Texten von Teo Otto und Günter Busch.
- 18. Juni – 19. September 1976: Illustrationen zu Melvilles Moby - Dick, Schleswig-Holsteinisches Landesmuseum, Schloss Gottorf/Schleswig. Katalog mit Texten u. a. von Joachim Kruse und Herbert Pridöhl (Tagebuchaufzeichnungen).
- 1977: Herbert Pridöhl, Rathaus-Galerie, Bad Harzburg.
- 1978: Bremer jagen Moby Dick, Sonderausstellung des Deutschen Schiffahrtsmuseum Bremerhaven, Bremer Landesvertretung, Bonn.
- 7. April – 17. Juni 1979: Herbert Pridöhl, Hafen- und Fischerleben, Bilder und Berichte aus den Jahren 1932–1977, Deutsches Schifffahrtsmuseum Bremerhaven, Gemälde, Zeichnungen und Graphiken, Katalog mit Einführung von Gert Schlechtriem und Tagebuchaufzeichnungen von Herbert Pridöhl.
- 1984: Herbert Pridöhl – Tapeten, Deutsches Tapetenmuseum, Kassel.
- 24. Juli – 25. Oktober 1987 und 1988: Ostpreußisches Fischerleben – Kurenkähne, Deutsches Schifffahrtsmuseum Bremerhaven, Gemälde und Zeichnungen.
- 4. August – 25. September 1988: Herbert Pridöhl, Stationen eines abenteuerlichen Lebens, Morgenstern-Museum Bremerhaven, Begleitheft mit Texten von Eva Pridöhl, Brigitte Reinhardt, Hans Degenhardt und Tagebuchaufzeichnungen von Herbert Pridöhl.
- 21. Januar – 17. April 1995: Haffsegler zwischen Oder und Memel, Deutsches Schifffahrtsmuseum Bremerhaven.
- 15. April – 17. Juli 2016: Moby Dick von Hermann Melville, Die illustrierten Ausgaben deutscher Verlage, Universitäts- und Stadtbibliothek.

## Archive
- Universität der Künste (UdK) Berlin, Universitätsarchiv, Best.9, Nr. 50, IV B; Nr. 51, IV B
- BBF, Bibliothek für Bildungsgeschichtliche Forschung, Archivdatenbank, Personaldaten von Lehrern und Lehrerinnen Preußens.
- Firmenarchiv Dr. August Oetker KG.
- Rasch-Archiv der Tapetenfabrik Gebr. Rasch, Bramsche.
- Familienarchiv Pridöhl, Nürnberg.